# Dominic Sherwood
Dominic Anthony "Dom" Sherwood (sinh ngày 6 tháng 2 năm 1990) là nam diễn viên, người mẫu Anh Quốc. Anh được biết đến với vai Christian Ozera trong phim điện ảnh Vampire Academy và vai Jace Wayland/Lightwood/Herondale trong sê-ri truyền hình Shadowhunters.

## Đời tư
Sherwood từng hẹn hò với nữ diễn viên Sarah Hyland vào tháng 2 năm 2015 khi cả hai gặp nhau trên trường quay của Vampire Academy. Tuy nhiên, họ đã chia tay vào năm 2017. Sherwood bị loạn sắc tố mống mắt: một mắt màu xanh, một mắt màu nâu.